# القرآن والعنف
القرآن والعنف وهو مصطلح يقصد به المواضع التي ربطت بين القرآن والعنف ، يحوي القرآنُ آياتٍ عديدةٍ نزلت في أزمنة مختلفة، وتحت ظروف مختلفة، تتحدث عن الحرب والجهاد وأحكامه. وأصبحت تعاليم المذاهب الإسلامية المتعلقة بأمور الحرب والجهاد والسلام، مواضيع نقاش. يعتبر بعض الباحثين(غير المسلمين) «أن بعض العبارات القرآنية تحض على العنف في سياق استجابة دفاعية للقمع»؛ وجعلت من تعاليم القرآن التي تدعو إلى الجهاد موضوع نقاش قوي. ووفقاً لماثيوز: «مسألة تحديد الأولويات المناسبة لهذه الآيات، وكيف ينبغي فهمها، كانت قضية مركزية للتفكير الإسلامي حول الحرب».رغم ان الدين الاسلامي يدعوا لقتال الذي يعتدون اولا على المسلمين 

## الإسلام والسلام
يرى العديد من العلماء والمؤلفين أن الإسلام يرفض العنف والقسوة والإكراه وتسامح القرآن واحتضانه للعدالة والدفاع عن النفس. وبحسب فوزي عبد المالك، فإن «العديد من علماء المسلمين يتحدثون عن الإسلام كدين سلام وليس دين عنف. يقولون إن غير المسلمين يسيئون فهم آيات القرآن عن الجهاد وسير الحرب في الإسلام». يؤكد نسيم رجوان أن «العنف والقسوة ليسا في جوهر القرآن، ولا يوجدان في حياة الرسول ولا في حياة المسلمين الصحابة». ووفقًا لفيصل عبد الرؤوف، فإن «القرآن يحظر صراحة وبشكل لا خلاف فيه استخدام الإكراه على الدين لأن الإكراه ينتهك حقًا أساسيًا من حقوق الإنسان - الحق في حرية الضمير. لا يعتبر نظام المعتقدات المختلفة سببًا مشروعًا للعنف أو الحرب بموجب الشريعة الإسلامية. والقرآن قاطع في هذا:» لَا إِكْرَاهَ فِي الدِّينِ قَدْ تَبَيَّنَ الرُّشْدُ مِنَ الْغَيِّ" (2: 256). "قُلْ يَا أَيُّهَا الْكَافِرُونَ"، "لَكُمْ دِينُكُمْ وَلِيَ دِينِ" (109: 1-6)" 
يصف تشارلز ماثيوز آيات السلام بأنها تقول: «إذا أراد الآخرون السلام، فيمكنك قبولهم على أنهم مسالمون حتى لو لم يكونوا مسلمين». كمثال، يستشهد ماثيوز بالسورة الثانية التي تأمر المؤمنين بعدم تجاوز حدود الحرب: ﴿وَقَاتِلُوا فِي سَبِيلِ اللَّهِ الَّذِينَ يُقَاتِلُونَكُمْ وَلَا تَعْتَدُوا إِنَّ اللَّهَ لَا يُحِبُّ الْمُعْتَدِينَ ۝١٩٠﴾ [البقرة:190] (2: 190).
جادل سليمان نيجوسيان بأنه في «واجب وقف العدوان أو السعي للحفاظ على المبادئ الإسلامية»، قد يكون هناك قتال، حيث يشجعهم القرآن على «القتال بشجاعة وثبات ضد الدول المتمردة، سواء كانت مسلمة أو غير مسلمة.» كما يجادل بأن «البيان القرآني واضح» في موضوع الجهاد دفاعاً عن الإسلام «كواجب يجب القيام به بأي ثمن»، حيث «يمنح الله الأمن لأولئك المسلمين الذين يقاتلون من أجل وقف أو صد العدوان». كما يجادل شيبا وشوينباوم بأن الإسلام «لا يسمح للمسلمين بمحاربة أولئك الذين يختلفون معهم بغض النظر عن معتقداتهم»، ولكنه بدلاً من ذلك «يحث أتباعه على معاملة هؤلاء الناس معاملة طيبة». كما جادل يوهانان فريدمان بأن القرآن لا يشجع على القتال لأغراض الإكراه الديني.
في الرواية الإسلامية لقاييل وهابيل، يقول هابيل لأخيه القاتل: ﴿لَئِنْ بَسَطْتَ إِلَيَّ يَدَكَ لِتَقْتُلَنِي مَا أَنَا بِبَاسِطٍ يَدِيَ إِلَيْكَ لِأَقْتُلَكَ إِنِّي أَخَافُ اللَّهَ رَبَّ الْعَالَمِينَ ۝٢٨﴾ [المائدة:28]. بعض العلماء مثل جودت سعيد، حددوا هذا كمثال على السلم. ووفقًا لخالد أبو الفضل: «لا توجد آية واحدة في القرآن تدعو إلى التزام مطلق أو غير مشروط بمحاربة الكفار».

## آية السيف
يقول علماء تفسير القرآن أن السياق النصي لهذا المقطع بالتحديد هو حرب دفاعية بعد أن تم كسر صلح الحديبية من قبل قبيلة بني بكر عندما هاجموا قبيلة خزاعة المتحالفة مع المسلمين. ردا على ذلك، بعث النبي برسالة يطلب فيها من قريش إما إنهاء تحالفهم مع بني بكر أو دفع فدية. رفضت قريش كلا عرضي محمد، وبذلك خرقت المعاهدة. كما تم الاتفاق على أن الآية تشير إلى من خالف المعاهدة فقط. فزلت سورة التوبة ومنها الآية 5 التي تُعرف بـ «آية السيف» رغم أن كلمة «سيف» لا ترد في القرآن. تقول الآية 5 من سورة التوبة: ﴿فَإِذَا انْسَلَخَ الْأَشْهُرُ الْحُرُمُ فَاقْتُلُوا الْمُشْرِكِينَ حَيْثُ وَجَدْتُمُوهُمْ وَخُذُوهُمْ وَاحْصُرُوهُمْ وَاقْعُدُوا لَهُمْ كُلَّ مَرْصَدٍ فَإِنْ تَابُوا وَأَقَامُوا الصَّلَاةَ وَآتَوُا الزَّكَاةَ فَخَلُّوا سَبِيلَهُمْ إِنَّ اللَّهَ غَفُورٌ رَحِيمٌ ۝٥﴾ [التوبة:5].

### أقوال علماء المسلمين
وفقًا ليوسف علي، من أجل فهم السياق، نحتاج إلى قراءة الآية 1 من هذه السورة. جاء فيه أن هناك معاهدة سلام بين المسلمين والمشركين في مكة. هذه المعاهدة تم انتهاكها. وأعطيت فترة أربعة أشهر لمشركي مكة للتعويض. وإلا ستعلن الحرب عليهم.
ذكر ابن كثير أن هناك أربعة آيات تُسمى «آيات السيف» تشير تحديدًا إلى «أربعة أنواع من الناس أُمر المسلمين بقتالهم: الآية 5 تشير إلى قتال المشركين؛ الآية 29 تشير إلى محاربة اليهود والمسيحيين حتى يدفعوا الجزية؛ الآية 73 تشير إلى محاربة المنافقين، والآية 49 تشير إلى قتال المسلمين الذين يضطهدون المسلمين ظلمًا».
ويوضح علماء القرآن (مثل محمد أسد ومولانا محمد علي) سياق هذه الآية أن الإذن بالقتال والقتل يُمنح فيما يتعلق بقبائل معينة في حالة حرب بالفعل مع المسلمين الذين انتهكوا اتفاقيات السلام وهاجموا المسلمين أولا.

### آراء المستشرقين
انتقد آرون شوري آية السيف والعديد من الآيات القرآنية. يقول أن السنة النبوية والحديث لهما نفس القدر من الأهمية في دعمهما للجهاد الذي يعتبره الفكرة المهيمنة في القرآن. بينما قالت باتريشيا كرون أن آية السيف الشهيرة موجهة ضد مجموعة معينة متهمة بكسر الاتفاق والعدوان، وتستثني المشركين الذين بقوا مخلصين. تذكر كرون أن هذه الآية يبدو أنها تستند إلى القواعد المذكورة أعلاه. هنا أيضًا يتم التأكيد على أنه يجب على المرء أن يتوقف عندما يتوقف المشركون.
كما يذكر أوليفر ليمان أن سورة الممتحنة الآية 8 ﴿لَا يَنْهَاكُمُ اللَّهُ عَنِ الَّذِينَ لَمْ يُقَاتِلُوكُمْ فِي الدِّينِ وَلَمْ يُخْرِجُوكُمْ مِنْ دِيَارِكُمْ أَنْ تَبَرُّوهُمْ وَتُقْسِطُوا إِلَيْهِمْ إِنَّ اللَّهَ يُحِبُّ الْمُقْسِطِينَ ۝٨﴾ [الممتحنة:8]، تشير إلى أن «غير المسلمين ذوي النوايا الحسنة والطبيعة المسالمة لا يمكن أن يكونوا أهدافًا للحرب لمجرد اختلاف خلفياتهم الدينية.» 
جادلت ميشلين ر. إيشاي بأن «القرآن يبرر الحروب للدفاع عن النفس لحماية المجتمعات الإسلامية من العدوان الداخلي أو الخارجي من قبل السكان غير المسلمين، والحروب التي تشن ضد أولئك الذين ينتهكون قسمهم بخرق المعاهدة». كما جادل المفتي محمد مكرم أحمد بأن القرآن يشجع الناس على القتال دفاعاً عن النفس. كما جادل بأن القرآن قد استخدم لتوجيه المسلمين للقيام بكل الاستعدادات الممكنة للدفاع عن أنفسهم ضد الأعداء.
من ناحية أخرى، يرى باحثون آخرون، أن مثل هذه الآيات القرآنية، تفسر خارج السياق، وصرح المستشرق البريطاني، جوتليب فيلهلم لايتنر، بأن الجهاد، حتى في حالة الدفاع عن النفس «محدود للغاية». ومع ذلك، وفقا لأوليفر ليمان، أكد عدد من الفقهاء الإسلاميين أولوية «آيات السيف» على الآيات التصالحية في ظروف تاريخية محددة. وفقًا «لديباك جوبتا» يستند الكثير من التبرير الديني للعنف، ضد الكفار من قبل مروجي الجهاد، على آيات السيف.

## المقارنة مع الكتاب المقدس
وفي مقابلة مع فيليب جينكينز في الإذاعة الوطنية العامة عام 2010م، قال: «إن العنف الدموي في القرآن أقل بكثيرٍ من دموية الكتاب المقدس، وإن القرآن أقل عنفًا من الكتاب المقدس؛ إذ تدعو التعليمات الصريحة الواضحة في العهد القديم إلى الحرب، باعتبارها حربَ إبادة جماعيَّة، في حين أن القرآن لا يدعو إلى الحرب، وإذا اضطرَّته الظروف إليها، فهي لا تكون إلا حربًا دفاعية.» وذهب جينكينز إلى القول: بأن اليهودية والمسيحية خضَعت لعملية «فِقدان الذاكرة المقدسة»، وتحوَّل العنف في النصوص المقدسة إلى عمليات رمزيَّة ضد خطايا واحدة.
مع ذالك يختلف أندرو بوستون أستاذ الطب المساعد في جامعة براون ورئيس تحرير كتاب "إرث الجهاد" مع كلام جنكينز، مدعيا إلى أن الكتاب المقدس يتحدث عن "مكان في زمان" وأن القرآن "يحث على الكفاح المستمر لهزيمة الكفار إلى جانب تمجيده للاستشهاد أثناء الجهاد.